# 蛍光灯

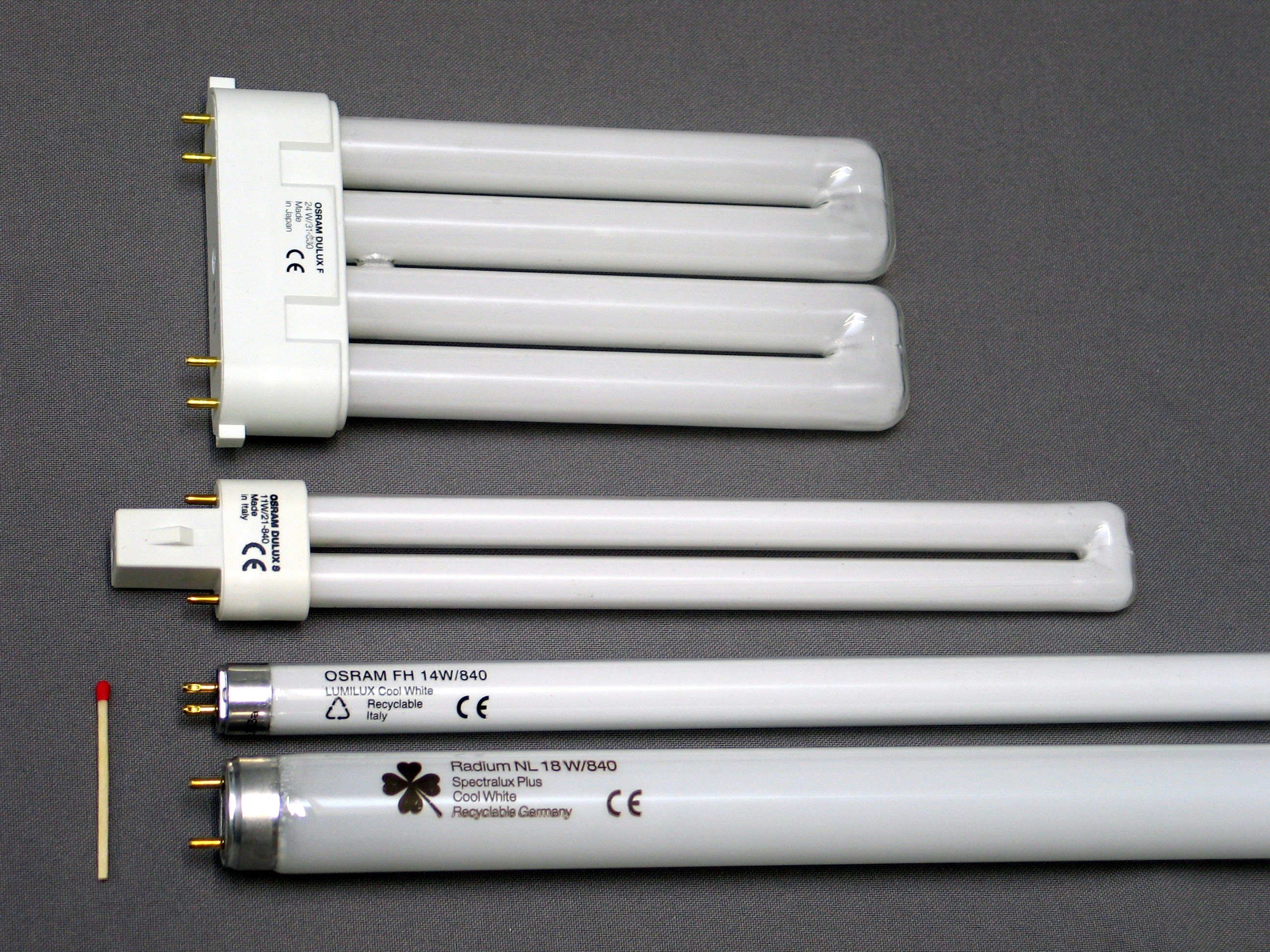
さまざまな蛍光灯

蛍光灯（けいこうとう）または蛍光ランプ（fluorescent lamp）、蛍光管（けいこうかん）は、放電により飛び出した電子が、ガラス管内に封入された水銀の原子に衝突することで発生した紫外線を、ガラス管内面に塗布した蛍光体に当てて可視光線に変換する光源である。
方式は熱陰極管(HCFL; hot cathode fluorescent lamp)方式と冷陰極管(CCFL; cold cathode fluorescent lamp)方式とに大別される。一般照明用に使用される蛍光灯は一部の例外を除いてほとんどが熱陰極管方式である。冷陰極管方式はノートパソコンや液晶モニターのバックライト用途として1990年代に開発が進み、2000年代には液晶テレビの普及に伴い大規模に使用されたが、非常灯や自動車の丸型ヘッドライト（いわゆる「イカリング」）など他用途への応用を模索し始めた2000年代後半にちょうどLEDの普及期に入ったため、一般照明用としてはほとんど利用されないまま淘汰された。
本稿では主に照明用途で用いられる熱陰極管方式の蛍光灯について記す。冷陰極管方式の詳細については冷陰極管を参照されたい。

## 概要
最も広く使われている方式は、電極をガラス管内に置き（内部電極型）、低圧水銀蒸気中のアーク放電による253.7 nm線を使うものである。ガラス管内面に蛍光物質を塗布せず、紫外線を通す石英ガラスを使用して紫外線をそのまま放出すると殺菌用蛍光灯（殺菌灯）になる。
水銀含有製品ながら、2010年代までは白熱電球などとともに家庭用・オフィス・商業施設・公共施設・工場など多くの場所で代表的な光源として広く使われていた。他の方式の光源ともども、2010年代以後に次第にLEDに置き替えられているが、蛍光灯はあまりに普及していることから、日本では、LEDへの置き換えが完了していない。2020年時点で、国内に18.1億台と推定される一般照明器具のうち、蛍光灯は約7億台と推定されている。
水銀含有製品であることから、リサイクルできる施設が限られ、「資源ごみ」として回収している自治体は少なかった。「資源ごみ」として回収された蛍光灯は水銀・ガラス・鉄・などにリサイクルされ、回収された場合のリサイクル率は高いが、そもそも回収率が低く、日本で回収されリサイクルされている蛍光灯は、2003年時点で7.5%に過ぎなかった。ほとんどの蛍光灯は「埋め立てごみ」として破砕して埋め立てられた。水銀含有製品であることから、埋め立てる場合は遮断型もしくは管理型処分場が望ましいが、日本でそのような処分場は不足しており、多くがそのまま埋め立てられた。2000年代前半には液晶テレビの普及に伴い蛍光管の販売量が急拡大し、リサイクルの確立が急務となったが、2000年代後半よりLEDの普及期に入り、蛍光管は次第に販売量が少なくなった。LEDの普及および蛍光灯の減少に伴い、2024年に蛍光灯リサイクル業界2位のJ＆T環境が撤退し、2024年現在、北海道北見市留辺蘂町にある野村興産イトムカ鉱業所（旧・イトムカ鉱山）が日本唯一のリサイクル施設となっている。
水銀含有製品であることから、RoHS指令および水銀に関する水俣条約（水俣条約）において早期の廃止が議論されたものの、事業所や家庭などに多くの蛍光灯が残る日本などの反対により、例外的に生産が許可されてきた。しかし、2023年に開催された水俣条約の第5回締約国会議の合意に基づき、世界における一般照明用の蛍光灯について、電球形蛍光灯は2025年末、コンパクト形蛍光灯は2026年末、直管蛍光灯・非直管蛍光灯は2027年末までにそれぞれ製造禁止とすることが決定され、日本もそれに従うものと想定されている（ただし、2028年以後も蛍光灯の使用の継続、および輸出入を伴わない国内在庫品の販売は可能である）。

## 原理
蛍光灯は低圧にしたガラス管内の水銀蒸気中に放電を行い、発生した紫外光（波長253.7 nm）を蛍光体で可視光に変換するもので、蛍光体の種類ごとに異なる光源色や演色性の光を得ることができる。

### 構造
蛍光灯は、蛍光物質が管内に塗布されたガラス管（白く見えるのは蛍光物質のため）と、両端に取り付けられた電極とで構成されている。電極はコイル状のフィラメントにエミッター（電子放射性物質）を塗装したもので、これが両端に2本ずつ出ている4本の端子に繋がっている。ガラス管内には、放電しやすくするために2–4 hPa（1気圧は1013.25 hPa）の封入ガス（アルゴンあるいは混合希ガス）と少量の水銀の気体が封じ込まれている。発光時の内部温度は1万 °Cに達するが、気圧が非常に低いため、ガラスが溶けることはない。
蛍光灯に使用される水銀は、金属水銀（無機水銀の一種）である。水銀封入量は、1975年には40 W直管形で約50 mgだったが、2007年には約7 mgにまで削減されている。

### 点灯の仕組み
電極（陰極）に電流を流すと加熱され、高温になったエミッターから大量の熱電子が放出される。放出された電子はもう片方の電極（陽極）に移動し、放電が始まる（通常は交流を流すため、陰極・陽極は同じ形状である）。放電により流れる電子は、ガラス管の中に封入されている水銀原子と衝突する。すると水銀原子が電子のエネルギーを受け、紫外線を発生させる。発生した紫外線はガラス管内に塗布されている蛍光物質に照射され、可視光線が発生する。
白熱灯と比べると、同じ明るさでも消費電力を低く抑えられる。消費したエネルギーの変換比率は、可視放射25 %、赤外放射30 %、紫外放射0.5 %で、残りは熱損失となる。
白熱灯と違い、点灯には安定器（インバータ含む）が必要なため、直接電圧を掛けただけでは使用できない。ただし電球形蛍光灯では安定器を内蔵しているため、直接ソケットに差すだけでよい。
蛍光灯の点灯開始に当たってはフィラメントの予熱が必要なため、始動専用回路が必要である。

## 用途
- 全般照明
  - シーリングやペンダントなどのタイプがある。家庭用72 W以上の商品はほとんどがインバータ式である。施設用・業務用は以前、磁気安定器式が多かったが、インバータ式の高周波点灯タイプが現在は広く使用されている。
- 局部照明（電気スタンドなど）
  - 磁気安定器式からインバーター式に代わっている。
- 懐中電灯
  - 乾電池の直流をインバータで交流にし、変圧器で昇圧し点灯する。携帯できる。
- 液晶パネルのバックライト
  - 非常に細い冷陰極管（CCFL）が使われていたが、小型のものから次第に発光ダイオードへの移行が進み、2010年代には大型パネルも含め、LEDに取って代わられた。

## 歴史
- 1856年：ドイツのガラス工（後に物理学者）ハインリッヒ・ガイスラーによって作られたガイスラー管が、蛍光灯の起源と考えられている。低圧の気体を封入したガラス管の中に2個の電極を置き、電極間に誘導コイルによって高電圧を加えると、放電による気体の発光が観測される。
- 1859年：フランスの物理学者アレクサンドル・エドモン・ベクレルは、蛍光・燐光・放射能の研究の際、蛍光性ガスを管に封入することを考案した[7]。
- 1893年：シカゴ万国博覧会ではアメリカ・イリノイ州のパビリオンが、ニコラ・テスラによる蛍光灯を紹介した。
- 1894年：アメリカの発明家ダニエル・ムーアは、ムーアランプ[8]を発明した（en:Daniel McFarlan Moore#The Moore lamp）。このランプは市販用であり、かつて彼が部下として働いていたトーマス・エジソンの白熱電球と販売を競う目的でつくられた。使われたガスは特別な不活性ガスではなく窒素と二酸化炭素で、それぞれピンク色や白色の光を放ち、商業的にもそこそこ成功した[9]。
- 1901年：アメリカの電気技術者ピーター・クーパー・ヒューイットは、青緑色に光る水銀灯のデモンストレーションを行った。照明としての実用性は低かったが、現代の蛍光灯に非常に近かった。白熱電球よりも光の波長は短かったが、効率は高かったため、写真撮影など特別な用途に使われた。
- 1926年：ドイツの発明家エトムント・ゲルマーのグループは、管内の圧力を上げ、蛍光粉末で覆うことで、放たれた紫外線を均一な白い光に変換することを提案した。この発見によってゲルマーは一般に蛍光灯の発明者と認められた。
- 1934年：アメリカの電機メーカー、ゼネラル・エレクトリックは、ゲルマーの特許を購入し、ジョージ・インマンの指導のもと、蛍光灯を実用化した。
- 1937年：ゼネラル・エレクトリックが蛍光灯を発売開始した。
- 1939年：東京芝浦電気（現・東芝/東芝ライテック。以下「東芝」と記す）がGE社インマン博士から直接技術指導を受け、日本で初めて蛍光ランプの試作に成功した。翌年紀元2600年記念事業の法隆寺金堂壁画模写事業で試作品が採用され、日本で初めて蛍光ランプが実用に使われた[10]。中谷宇吉郎は直射日光のようだと驚きを述べている[11]。
- 同1939年：東芝と日本海軍は共同で軍艦内照明として蛍光灯の実験を行い、好成績を得て全面採用に進んだ。熱がこもる艦内で発熱の少なさに注目されたものだが、副次効果として白熱電灯よりフィラメントが短いため衝撃や振動にも強く、昼光色の明かりは特に潜水艦など艦内生活の閉塞感をやわらげて好評を得たが、当時生産可能なのは東芝1社のみで、海軍の需要を満たすことも難しかったという[12]。
- 1941年：東芝が“マツダ蛍光ランプ”として、昼光色15 Wと20 Wを正式に発売した。同年、松下電器産業（現・パナソニック）が灯火管制用の白熱電球「防空用電球」を発売[注 1]。
- 1953年：東芝が日本で初めて環形蛍光ランプを製作した。電力は32 Wで、米国ではすでに生産されていた。1955年には、日本の配電電圧である100 Vで、変圧器を用いずに簡易なチョークコイル形安定器で直接点灯できる30 W型を開発した。15型は1968年、9型は1982年に発売した。
- 1973年：日本で初めて電球色の蛍光ランプ（直管、Ra70）を日本電気シルバニア（日本電気とオスラムの合弁会社）が製作した。同年には日立製作所（以下「日立」と記す）が環形の色温度3900 Kの「電球色」蛍光ランプを製作している。
- 1978年：電球形蛍光灯を日立が製作した。
- 1979年：日本で初めて片側に反射用蛍光膜を塗った環形蛍光ランプ「リングパワー」を日立が製作した。現在も東芝が同種の製品を出している。
- 1989年：日本で初めて紫外線褪色シールによるランプ交換時期通知機能付き蛍光ランプ「ひかりの見張番」を日立が製作した。4000時間ほどで黄色のシールが透明になる。
- 1993年：高周波数（Hf）蛍光灯ランプが発売された。
- 1995年：世界で初めて残光形蛍光ランプ「ホタルック」を日本電気ホームエレクトロニクスが製作した。
- 1997年：世界で初めてとなる二重環形蛍光ランプ「ツインパルック」を松下電器産業が発売した[13][14][15][16]。
- 2007年：G-Hf蛍光ランプは従来のHf2本の明るさがG-Hf1本で済んでしまうものが発明された。4月、スパイラル蛍光ランプ「スパイラルパルック」を松下電器産業（現・パナソニック）が発表した。寿命は約20,000時間、1W当たりの発光効率は最大124.3lmと、高周波点灯専用（インバータ）蛍光ランプとしては寿命・省エネ性能ともにトップとなった。
- 2013年：長寿命・高性能で普及が進むLEDに対し、蛍光灯は安いというメリットがあったが、LEDの低価格化により、蛍光灯の最終形態であるスパイラルパルックのコスパを上回り、新規の照明器具としては開発されなくなった。10月、パナソニックはスパイラル蛍光ランプ対応の照明器具の生産を終了。
- 2015年：パナソニックはスパイラル蛍光パルックを作っていたインドネシアの工場閉鎖に伴い、生産を終了した。スパイラル蛍光パルック対応照明器具のユーザーには代替ランプが供給される。
- 2017年：3月、東芝が蛍光灯照明器具の生産を終了。同業他社も照明器具の生産終了を表明している中、同年の水俣条約の発効に伴い蛍光灯自体の生産も終了されることが予想されていたが、水銀の含有量を少なくした商品にHgマークが付くことを条件に、生産を継続できるようになった。同年、水俣条約とは別に水銀を規制するRoHS指令も施行されたが、蛍光灯に関してはRoHS指令の適用が除外され、生産を継続できるようになった。
- 2019年：3月、国内最大手のパナソニックが全ての蛍光灯照明器具の生産を終了。ただし蛍光灯自体の生産は継続される。3月、日本政府と日本照明工業会が「照明成長戦略 Lighting Vision 2030」を公開し、2030年までに蛍光灯を全てSSL（Solid State Lighting、LED、有機EL、レーザーなど）で置き換えることを表明。日本における蛍光灯の生産終了は2030年と想定された。12月、三菱電機が全ての蛍光灯の生産を終了。
- 2021年：RoHS指令の適用除外が延長。
- 2022年：3月、「水俣条約」の第4回締約国会議が開催され、2025年をもって電球型蛍光灯の生産を禁止することで合意。
- 2023年：11月、「水俣条約」の第5回締約国会議が開催され、EUは2025年をもって蛍光灯の生産を禁止することを主張したが、日本の反対により、2027年までに段階的に蛍光灯の生産を禁止することで最終的に合意。
- 2027年：12月31日、 全ての一般照明用蛍光灯の製造及び輸出入が禁止される（予定）。ただし、翌年以降も使用や在庫品販売は継続できる[17]。

2025年現在、日本国内メーカーではパナソニック、ホタルクス（旧・NECライティング）、岩瀬プリンス電機が蛍光灯を生産している。

## 始動方式

### スタータ式
以下の3種類がある。この器具に使えるランプは FL・FCL・FPL・FDL・FML である。

#### グロースタート式（点灯管式）

点灯管方式の回路図。A: 蛍光管、B: 電源、C: 点灯管、D: バイメタル式接点、E: 雑音防止コンデンサ（この図では点灯管に内蔵されたタイプ）、F: フィラメント、G: 安定器

点灯管を用いて電源を入れると自動的に点灯する。蛍光管・安定器・点灯管（グロースタータ）で構成される。かつて一般家庭用として最も普及した。
- 始動時の動作
  1. スイッチを入れると点灯管の内部で放電が起こり、その放電熱によって点灯管内のバイメタルが作動し、閉回路を構成する（点灯管は最初の放電時に光るがその後暗くなる）
  2. 点灯管を経由して流れる電流が、蛍光ランプ両端のフィラメントを予熱する（蛍光ランプの両端が光る）
  3. 点灯管内の放電はすでに止まっているので、バイメタルは冷え、元の位置に復帰し、点灯管を経由する閉回路が開放される
  4. すると安定器のコイルがもつ自己誘導作用（電流が変化すると起電力を生じる性質）により、高電圧（キック電圧という）が発生する
  5. キック電圧をきっかけにして、温められていたフィラメントから電子が放出され、蛍光ランプが始動する
  6. 蛍光ランプが点灯している間は、点灯管にかかる電圧が点灯管の放電開始電圧以下に下がるので点灯管が動作することはない（蛍光ランプの点灯前と点灯後ではインピーダンスが異なることによる）

始動にかかる時間は、従来型の点灯管を使用した場合は3秒程度と、蛍光灯の中では遅い。点灯する際に点灯管から「ピンッ」もしくは「コン、コン」など、若干の音が出る（バイメタルの復帰のため）。電子点灯管に交換すると、約0.6–1.2秒と通常よりも早く点灯する。
点灯管には以下の種類がある。
- E形 - E17口金タイプ
  - FG-7E - 4–10 W
  - FG-1E - 10–30 W
- P形 - P21口金タイプ、雑音防止コンデンサ内蔵
  - FG-7P - 4–10 W
  - FG-1P - 10–30 W
  - FG-5P - 32 W
  - FG-4P - 40–65 W
  - FG-52P - 52 W

動作回数は6000回程度（長寿命形は約18000回）である。4–32 Wのランプでも200 V用の安定器を使用している場合はFG-4Pが使用できる。
100 V 30 W以下および200 V 40–65 Wはチョークコイル形安定器を用いる。100 V 32–65 Wと100 V/200 V 52 Wは放電を維持する電圧まで昇圧する必要があるので、小形で安価になる単巻磁気漏れ変圧器形安定器を用いる。一般にこれら安定器は低力率のため、必要に応じて電源側に適当な値のコンデンサを並列接続し高力率にする。この器具は省エネ形のランプを除き（省電力形のFLR40S/36は安定器に過電流が流れ、過熱・焼損の恐れがあるので不可）ラピッドスタート式のランプを取り付けても使用できる（ただし即時点灯はしない）。

#### 手動スタート式（マニュアルスタート式）
グロースタータの代わりに始動用のスイッチを接続する。始動スイッチを長押しして（プルスイッチを引いて）フィラメントを予熱し、ボタンを放す（プルスイッチを放す）際に安定器にキック電圧が発生して放電が開始される。旧式のデスクスタンドや初期の蛍光灯器具に見受けられる。

#### 電子スタート式
グロースタータの代わりに電子点灯管もしくは電子点灯回路を利用したもの。ほぼ瞬時に点灯する（約0.6–1秒）。照明器具内蔵の場合と、別売り品をグローソケットに差し込む場合とがある。始動時の点滅がないので電極に与える負荷が少ない。ランプ寿命時には点滅を繰り返さずに消灯する。無接点なので一般の点灯管にくらべ長寿命である（動作回数は10万–20万回）。大型の円形蛍光灯に多い。
電子点灯管には以下の種類がある。
- E形 - E17口金タイプ
  - FE7E - 4–15 W
  - FE1E - 10–30 W
- P形 - P21口金タイプ
  - FE5P - 32 W
  - FE4P - 40 W
  - FE52P - 52 W

直列2灯スターター式
日本では見かけないが海外200–250 V圏では直列2灯スターター式も使用されている。4–20 W（30 W）のランプに使用される。グロースタート式、手動スタート式、電子スタート式がある。

### ラピッドスタート式
ラピッド（rapid）で「速い」の意。 この器具に使えるランプは FLR である。 点灯管を使用せず始動補助導体を持ったラピッドスタート形ランプと、予熱巻線付きの磁気漏れ変圧器形安定器の組み合わせで始動する。点灯はほぼ即時（1–2秒）。ビル・百貨店・ホテル・駅・病院・学校・会社・スーパーマーケット・コンビニエンスストアなどの公共施設の多くはこの方式の蛍光灯を用いているが、後述のHf式への移行が進んでいる。
安定器は大きい。ビルなどではビルメンテナンス要員が交換することが多いが、重量が重いため交換には手間がかかる。特に直管110形になると安定器だけで3 kg近い重さ（リードピーク形安定器の場合）になり、2人以上の交換要員が必要になることも多い。
施設照明用電子式安定器（FLR指定）はこの方式の発展で、予熱用電源部・放電用電源部で構成されている。
- 始動時の動作
  - 1灯用
    1. ランプ両端のフィラメントが、安定器の予熱巻線から供給される電流で加熱される。
    2. 同時に、始動に必要な電圧がランプ両端にかかる。このとき始動補助導体とフィラメントとの間に微弱な放電が発生し、すぐに主放電に発展する。

  - 直列2灯用
    1. フィラメントの予熱と同時に、始動用コンデンサを経てランプ1に電圧が加わり、微放電を開始する
    2. 続いてランプ2も微放電を開始し、その時の電流と始動用コンデンサの積の電圧で始動する

    - ランプ2本を直列接続し、片方のランプのみコンデンサを並列に接続する。通常40 Wランプが放電開始するには200 V前後の電圧が、直列にすると300 V前後必要となる。また110 Wランプが放電開始するには300 V前後の電圧が、直列にすると450 V前後必要となる。しかし電気設備技術基準で300 Vを超える安定器類は規制が厳しくなる（ランプを外すと電源が遮断されるインターロック回路の装着など）ため、この方法が取られる。
- 始動補助方式
外面シリコン式 A
ランプ外面に撥水性の被膜を塗布し、始動補助導体（器具反射板で代用）を使用する。一般用・高出力用。
外面導電ストライプ式（外面導電テープ式） M（東芝ライテックは M‐A 環形 J、三菱オスラムは M‐D）
パナソニックはランプ外面に導電ストライプを塗布し、一方の電極に高抵抗を介して接続すると共に、ランプの表面に撥水処理する（但しストライプ・口金が反射板や近接導体などに接触する器具には使用できない）。ランプ背面に茶色の帯が焼き付けられているのと、口金がギザギザの物で端子部の絶縁体が大きいのが特徴。調光器具用・一般用。
東芝・三菱はランプ外面に導電ストライプを塗布し、ランプの表面に撥水処理する。専用器具を使用し導電ストライプを接地させる。調光器具用。
内面導電皮膜式 M（パナソニックは M-X）
ランプ内面に透明導電性皮膜を塗布する。一般用。
内面導電ストライプ式 M-N
ランプ内面に導電ストライプを塗布する（現在は余り使われていない）。

### インバーター式
点灯管が不要でインバーター回路により始動する。高周波点灯により毎秒の発光回数が増えるため、ワット数あたりの明るさは向上するが、使用不可の蛍光灯が多い。
機種によって FL・FCL・FLR・FPL・FPR・FHP・FHC・FHD・FHG・FDL・FHT・FML・FWL・FHF ランプのいずれかが使える。FL・FLR・FHFのいずれも使えるようにしたランプフリータイプもある。

### 瞬時起動式
1ピンタイプのスリムライン蛍光灯に使用される。余熱無しで高電圧で瞬時に始動する。
FSLから始まるもの。2ピンのスリムラインFSR・FSLはラピッドスタート式。

## 安定器の種類

### 磁気回路式安定器
電磁安定器、または主材料から銅鉄形安定器とも言う。通常、安定器といえばこちらを指す。磁気回路によって電流を制御する。銅・鉄が材料なので、寸法・重量ともに電子式に比較して大きい。大きなインダクタンス分なので、電源電圧に対して電流の位相に遅れが生じ低力率である。したがって必要に応じて適当な値のコンデンサを電源側もしくは二次回路側に接続して進相電流を流し、高力率にしている。回路形式によってグロー式安定器・ラピッド式安定器の2種類がある。

#### グロー式安定器
チョークコイル形
最も安価で単純である。100 V 30 W以下、200 V 65 W以下のランプに使用される。低力率・高力率がある。
磁気漏れ変圧器形
単巻漏れ変圧器を使用している。100 V 32 W以上、200 V 52 Wのランプに使用される。低力率・高力率がある。
フリッカレス形
進相回路・遅相回路の組み合わせによってちらつきを抑えた回路。高力率。

#### ラピッド式安定器
磁気漏れ変圧器形
フィラメント予熱巻線を持つ単巻漏れ変圧器形の安定器。低力率・高力率がある。
リードピーク形（ピーク進相形）
二次回路にコンデンサを直列に挿入すると共に、安定器の鉄芯にスリットと呼ばれる隙間を設け、鉄芯を部分的に磁気飽和させることによりピークを持った二次電圧を得て、比較的低い実効電圧で始動できるようにした安定器。高力率。
2灯直列逐次始動形
リードピーク形の回路で、2灯のランプを直列に点灯するタイプ。直列点灯なので一灯あたりに必要な電圧が低くなり、小形になるので、現在のラピッド式安定器では多く使われている。高力率。
フリッカレス形
進相回路・遅相回路の組み合わせによってちらつきを抑えた回路。高力率。
ハイブリッド形
電子点灯回路を内蔵し、従来の安定器に比べ小形・軽量化を図った安定器。高力率。
セミ共振形
コイル・コンデンサを組み合わせ、始動時にコンデンサへの充電電流で電極を予熱するとともに、LC共振より生じた高電圧を印加し点灯する。高力率。

### 電子式安定器
インバータ式と呼ばれることが多い。以下の種類の器具がある。
- 従来のスタータ管・ラピッドスタート管が使用できる
- Hf方式の管が使用できる
- 上記3種類の管を全て使用できる（ランプフリー）

回路形式により次のものがある。

#### 電子式蛍光灯安定器（スタータ式、ラピッド式ランプ専用）
従来のスタータ式・ラピッドスタート式ランプ専用の電子式安定器。高周波点灯のためちらつきが少なく、銅鉄形安定器に比較して小型・軽量である。Hfランプは使用できない。
自励式
回路はブロッキング形・LC形がある。電源電圧は回路によりDC3 - 100 Vとなっている。回路構成が簡単なため、懐中電灯・非常灯・バス車内灯などに使用されている。
定電流プッシュプル式
発振回路に定電流プッシュプル回路を用いたもの。用途は同上。
ハーフブリッジ式

#### 高周波点灯専用安定器（Hfランプ専用もしくはランプフリー）

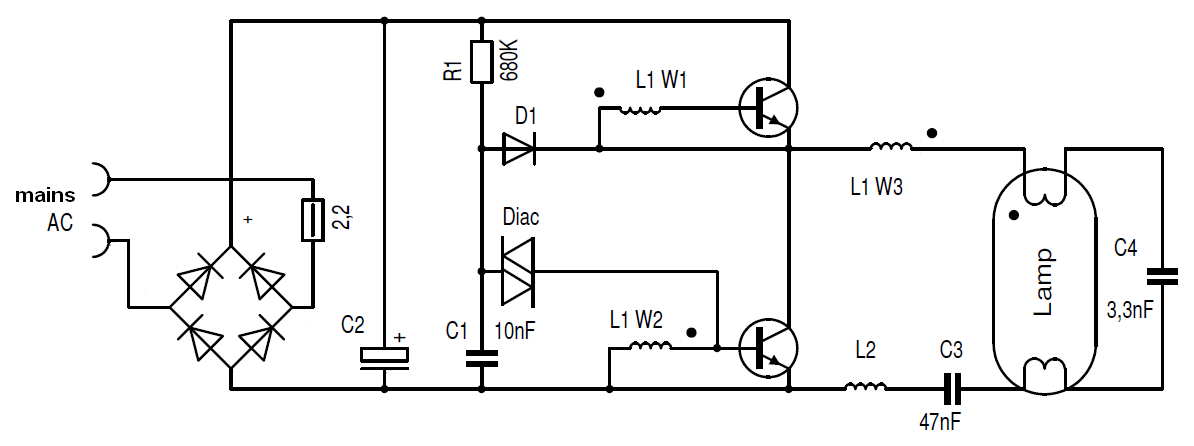
高周波点灯方式の回路図

右の回路図の電子式安定器は、セミ共振形と類似した方法で点灯する。回路はハーフブリッジ式が多い。先の一灯用のほか、従来の直列逐次始動形に類似した方法で始動する2灯用の安定器もある。単にインバーター式という場合、この形式を指すことが多い。
- コンデンサの充電電流が流れる時、ランプ両端の電極が予熱される。そのため点灯管は無い。充電後に電流が流れなくなると、LC直列共振現象で高電圧を生じ主放電へ至る。
- 交流の商用電源を整流回路で直流化した後、インバータ装置でより高周波の交流電力に変換し、点灯する。そのため電源周波数の違いに関係なく使用可能なヘルツフリーであり、施設用照明などでは使用電圧も100–242 Vの範囲内で自由に使用可能なボルトフリー器具も存在する。安全のため、多くの安定器にはランプ寿命時に発振を停止する回路が組み込まれている。
- 即時に点灯でき、高周波点灯により発光効率も上がり、さらにちらつきも少ない。また始動時に適切な時間・電圧で予熱するため蛍光灯の寿命も大幅に延びる。
- 点灯管方式と比べると明るいが、蛍光管の値段はそれと比べて高い。
- 他の安定器に比べ、非常に高力率で器内の回路構成部品が小型のため、器具自体の小型・軽量化も可能。
- 器具からの騒音が小さい。一般に人間の可聴周波数帯以上の20–50 kHzの周波数が使用される。
- Hfランプ専用以外に、施設用を中心に、従来型（FL・FLR）ランプも使用できる安定器もある。これをランプフリーというが、これはHf管の32 Wと従来管の40 Wの長さが同じことを利用しているので、長さが異なるランプは不可能である（16 WのHf管は日本国内の20 W従来管よりも8.5 mm長いため、日本国内では16 W Hf管と20 W 従来管の互換性はない）。しかし、ランプフリーの安定器は専用安定器に比べると多少高価となるため、どちらの安定器を内蔵した照明器具を導入するか判断し選択する。
- ビルなどのメンテナンス部署においても、従来型の照明器具が故障した際に照明器具ごと交換するのではコストがかかってしまう。そこで、灯具を解体し、安定器のみを交換する場合があるが、交換用部品として販売されている安定器は大抵このランプフリー・ボルトフリータイプになっている。
- 初期照度補正機能により、新品のランプと交換直前のランプの明るさの差をなくし、また初期は明るさを抑えることで省電力にするという器具もある。

## 蛍光管の種類
大手メーカーは一般住宅用蛍光灯器具のうち「FL型蛍光管」と「FCL型蛍光管」を用いる従来型器具の生産を大幅縮小しており、現行モデルはスリム型（FHF・FHD・スパイラル・二重環型）が殆どである（従来型のFL・FCL蛍光管を用いる器具の現行モデルは浴室灯・流し元灯・物置用のみ）。またグローランプ（点灯管）を用いる従来型器具も一般住宅向けは生産が大幅縮小され、現行モデルは流し元灯や廊下・物置用のみとなった。
ランプを2本以上用いる（点灯管が不要な）インバータ器具の場合、1本でもランプが寿命を迎えると全てのランプが点かなくなるため、（従来型点灯管器具とは異なり）ランプ交換は全て同時に行う必要がある（新しいランプと古いランプを混ぜて使ったり、ランプを一部外して使ったりすると器具が故障するおそれがあるため）。
またランプを2本以上用いる器具の明るさ調節方法も従来型点灯管器具とインバータ器具とで異なっており、前者は点灯本数を増減させるのに対し（「2灯・3灯・4灯いずれか→1灯・2灯いずれか→豆球→切」）、後者はランプ全体の明るさを変える「段調光」を採用している（全灯→段調光→豆球→切）。

### 直管形蛍光管

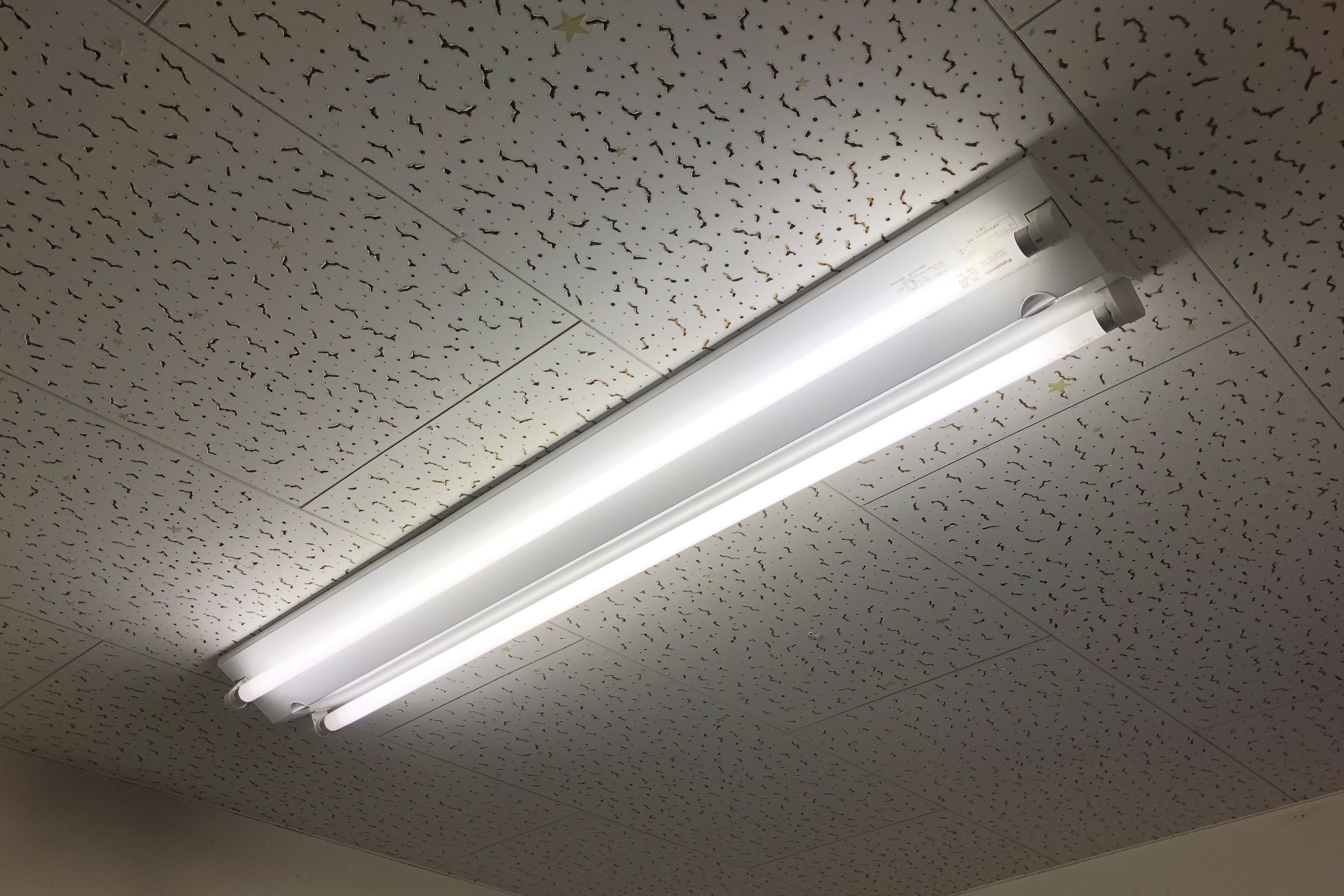
直管形蛍光管を用いた器具

棒状の蛍光管。直管蛍光灯は実用化当初は現在に比べ太かった。
太さは38 mmで、型番のワット数を表す数字の後にSが付かないか、またはSが1つのみ（32.5 mm）だった。細い直管蛍光灯（28 mm）が一般的になった当時は、新しい直管蛍光灯に換えたときに、古い直管蛍光灯が太いため新しい直管蛍光灯の箱に入らないという問題も起こった。
通常の器具の場合、太さの異なる直管蛍光灯に交換しても問題ないが、一部の密閉器具（防水型など）の場合、例えばFL20を使用する器具で太さの異なるFL20SS / 18を使用した場合、発熱量が増え危険であるため、この器具では必ずFL20を使用しなければならない。また、口金部に防水パッキンがついている場合も、太さが同じものを使用する必要がある。但し、旧型の直管蛍光灯の専用器具は現在はあまり見かけないが、個人で営んでいる電器屋では、売れ残りで旧型の太い直管蛍光灯が残っている場合がわずかながらある（だいたい処分してしまう店が多いので、希少である）。メーカーによってはSのないタイプをまだ製造している場合がある。
直径は普通のタイプが32.5 mm、省エネタイプは28 mm、Hfタイプが25.5 mm、T5管が15.5 mmである。省電力設計のランプは、頻繁な点滅や温度変化に弱いといわれる。
- スタータ型 - FL（管径15.5 mm、口金G5）
  - 4、6、8
    - 主に非常灯（誘導灯）や懐中電灯で使用される。
- スタータ型 - FL（管径25 mm（10・15）、28 mm（省電力形20SS/18・40SS/37・65SS/58）、32.5 mm（20S-52S）、38 mm（20-65）。口金G13）
  - 10、15、18、20、25、30、32、35、40、52、65
    - 10、15 Wは鏡台や門灯など。20、40 Wは一般の事務所、家庭用で使われている。30、32、65、52 Wはショーケースや自販機・看板などにも使われるほか、事務所などでも使われているが、家庭用では学習机など一部を除き全く使われていない。
- ラピッドスタート型 - FLR （管径38 mm（20-110H）、32.5 mm（20S・32S・40S・40S/36）。会社、店舗、学校などで多く使用されている。Hは高出力型、EHは超高出力型を指す。口金はG13（20-65）、R17d（60H-220EH））
  - 20、32、40、65、（60H）、（80H）、110H、（110EH）、（220EH）
- 高周波点灯専用型 - FHF （管径25.5 mm。会社、学校、商業施設などで多く使用されている、Hf専用器具で使用する。定格点灯のほか安定器によって高出力点灯も可能。近年では道路トンネルの照明にも用いられる。口金はG13（16-50）、Rx17dまたはR17d（86））
  - 16（23）、32（45）、50（65）、86
    - （）は高出力点灯時のW数
- 高周波点灯専用スリム型 - FHF（管径16 mm、デスクスタンドなど。口金G5）
  - 24S、54S
- スリム型 - FHL（管径8 mm（6・10）、16 mm（18-36）。口金G5）
  - 6、10、18、27、36
- ES型 - FL
  - 13ES、23ES、27ES、32ES
- スリムライン - FSL・FSR・FLR（陳列棚の照明用）

### 環形蛍光管
丸形、円形ともいう。ドーナツ状の蛍光管（環形蛍光灯を総称して「サークライン」と呼ぶことがあるが、東芝ライテックの登録商標＜日本第468682号＞である）。
- スタータ型 - FCL（主に家庭用、口金はG10）
  - 9、15、20、30、32、40
- ラピッドスタート型 - FCR（現在はほとんど使われていない）
  - 20、30、40
- スリムタイプ - FHC（主に家庭用、高周波点灯専用。口金はGZ10）
  - 13（18）、20（28）、27（38）、34（48）、41（58）
    - （）は高出力点灯時のW数
- ツインタイプ - FHD（主に家庭用、高周波点灯専用）
  - 40、70、85、100
- スクエアタイプ - FHG・FHW（主に家庭用、高周波点灯専用）
  - 30、40、50、60、70、73、103
    - 30-70はFHG、73・103はFHW
- スパイラルタイプ - FHSC（主に家庭用、高周波点灯専用）
  - 15、20、30、63、75、93

### コンパクト形蛍光管
発光管を折り曲げるまたはブリッジで組み合わせることにより小型化した蛍光管。
- FUL - 文字通りガラス管をU字形にした蛍光ランプ
  - 4、6、9、13、14、18、36
- FPL・FPR（一般用） - 2本のガラス管をブリッジで結合しているタイプ
  - 4、6、9、13、18、27、28、30、36、55、96
    - 4-55はFPL、96はFPR

- FHP（高周波点灯専用） - 2本のガラス管をブリッジで結合しているタイプ
  - 23、32、45、105
- FDL（一般用）‐ 4本のガラス管を束にブリッジ結合しているタイプ
  - 9、13、18、27
- FHT（高周波点灯専用）‐ 6本のガラス管を束にブリッジ結合しているタイプ
  - 16、24、32、42、57
- FML・FMR ‐ 4本のガラス管を平行にブリッジ結合しているタイプ
  - 9、13、18、27、36、55、96
    - 9-55はFML、96はFMR
- FGL - 発光管をグローブで覆ったタイプ

### 電球口金付蛍光灯・電球形蛍光灯
ねじ式口金部分に点灯回路を内蔵し、電球とそのまま差し替えられる蛍光ランプ。
- 一般電球形 - EFA
- 筒形 - EFT
- 発光管形 - EFD
- ボール形 - EFG、BFG
- 環形 - CFL

初期のころの発光管は環形・U形・ダブルU形が多かった。点灯回路もチョークコイル・点灯管・トランジスタインバーターを使用していたため、電球に比べて大きく重かった。現在はブリッジ形（東芝など）、スパイラル形（パナソニック（旧松下電器）など）の発光管が多くなり、小形・軽量化・高効率化が進んでいる。点灯回路も小形・軽量化され、点灯回路を口金内に収め、寸法的に一般電球と遜色ないものも現れた。従来は一体式であった発光管を交換できるタイプもある。
従来品は調光器具では使用できなかったが、現在は調光器具対応のランプも市販されている。口金はE26、E17タイプのものが市販されている。
- ネジレ形蛍光灯 - トルーライトなどの名前で販売されている。自然昼光に近い演色性を持つ。

### シームレス形
特殊な形状でスリムライン蛍光ランプの一種（管径は20 mmと15.5 mmの2種）。

## 光源色の種類

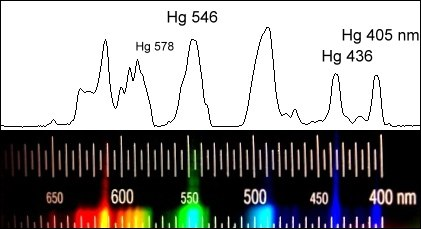
蛍光灯の発光スペクトル 光の三原色に相当する波長に均等なピークを持つため、白色光に見える

### 色温度の種類
蛍光灯の色が、暖色系（低色温度）か寒色系（高色温度）かの数値であり、以下の5種類のいずれかに分類されることが多い（以下の温度は色温度）。
昼光色 D
JISでは5700–7100 K、通常は6500 K
- 晴天の正午の日光の色。青味が強い。

昼白色 N
JISでは4600–5400 K、通常は5000 K
- 晴天の正午をはさんだ時間帯の日光の色

白色 W
JISでは3900–4500 K、通常は4200 K
- 日の出2時間後の日光の色。一般形蛍光灯の場合蛍光物質の特性により、薄い黄緑色に感じられる。

温白色 WW
JISでは3200–3700 K、通常は3500 K
- 夕方の日光の色

電球色 L
JISでは2600–3150 K、通常は2800 K・3000 K
- 白熱電球の色である。とはいえ白熱灯にも色温度の幅があり、ワット数が低いものほど赤く（色温度が低く）、高い物ほど白い光（色温度が高い）を放つ。同じ白熱電球でも調光すると、明るい時ほど色温度が高い。これはフィラメントの温度により色温度が決まるためである。

これらの呼び名はあくまで基本的なものであり、各メーカーが独自に名前をつける場合もある。7200 Kや8000 Kなど、上記5色の通常値以外の色温度の製品が増加しつつあり、それらは「クール色」「フレッシュ色」など、基本色とは異なる名称をつけて販売されているため、消費者は色温度を確認してから買うことが求められる。白色の近辺にはあまり製品のバリエーションが存在しない。色温度は低い領域ほど少ない温度差で色味の変化が激しく、電球色と温白色の差（500–700 K）は単独の光源を別な機会に目視しても判別がつくが、昼光色と昼白色の差（1500 K）はそれほどではない（色温度#色温度と視覚を参照）。
上記は一般照明用のものであるが、これ以外にも栽培などの特殊用途向けの「海の色（17000 K）」という物も存在する。カメラのホワイトバランス設定などで「冷白色蛍光灯（4150 K）」というものがあるが、この名称を冠した蛍光灯はまず見かけない。おそらく海外のcool - whiteを直訳したものと思われるが、これは日本で言う白色（3900–4500 K）のことである。
太陽光については、太陽そのものの発する光線（直射日光）のみならず、青空などの太陽以外の部分からの放射（天空光）も地表に到達するため、青白い光であっても不思議ではない。このため、天空光のみとなる日陰や、曇天・雨天時の色温度は高くなる（もちろん、宇宙空間から見た太陽光線の色は一定である）。

### 演色性の種類
- 三波長発光形蛍光灯 - EX
  - 全光束（明るさ）が高く、演色性もRa80–90とある程度よいため、一般家庭を中心にオフィスなどでも普及している。東芝のメロウ5は5色発光だが、三波長に分類される。食品展示用に四波長としたものもある。長寿命化を謳った高価格帯も存在する。
- 高演色形蛍光灯
  - AAとAAAがある。全光束は三波長形の6割程度と低いが、演色性がRa90–99と高いため、美術的にシビアな色彩処理が要求される場所で使用される。ほとんどが直管の製品（スタンド用コンパクト型もある）。太陽光を再現するために意図的に紫外線も放射する物（蛍光色の物の見え方が違う）や、逆に美術品保護のために紫外線吸収膜をつけたものがある。電球色から昼光色までその色温度ごとに高演色形があるが、白色で演色AAAのものはまれ。
- 一般型（普及型）蛍光灯
  - 演色性がRa60–75と低く、全光束も三波長形の7.5–8割程度とあまり高くないが、安価である。「一波長形」と呼ばれることもあるが、単色光源ではない。顔色や木質製品の色が悪く見えるため、三波長形が出回る前は蛍光灯を嫌う人も多かった。名称に反して、一般家庭ではあまり使われておらず、スーパーなどでもあまり販売例を見かけないが、インターネット通販やディスカウントストア、100円ショップでは取り扱いが多い。店頭では基本的に安価な包装で販売されているため見分けが付き易いが、特にインターネット通販では販売元の公式サイトやカタログでRa値を確認する必要がある。事務所や倉庫など、色の見え方があまり気にならない場所や、学校のように利用時間帯および太陽光の採光条件がよい環境での補助照明として用いるのに適している。
- その他
  - カラー蛍光灯など。近年[いつ?]、心理学的に街灯を青くすると犯罪発生が減るという仮説があり、ブルー蛍光灯の使用が増えている（青色防犯灯、自殺#自殺の手法も参照）。半導体工場のクリーンルームや虫除け（忌避灯）には、短波長（500 nm–紫外線）をカットした黄色の蛍光灯が使われ、アクアリウム用には、さまざまな色温度の蛍光管が売られている。それらのほとんどは直管の製品である。

色彩に関する事業所や病院、美術・博物館向けに、各光源色に演色性を重視した設計の高演色形「SDL」や色評価用「EDL」がある（この場合の演色性とは「特殊演色評価数」、つまり原色を基準色とした見え方の忠実度を指す。これは通常用いられる、中間色を基準色とした「平均演色評価数」よりも達成が難しい）。まれにRaが90を超えていてRaでは演色AAの製品に匹敵する三波長形の製品があるが、この点で演色AAの製品とは異なる。

### 光色の使い分け
普通、蛍光ランプの光色としては価格的に安い一般型白色[W]・昼光色[D]のものが事務所などでは広く使われていたが、1980年代以降は住宅や店舗などを主体に三波長域発光型（電球色[EX-L]、昼白色[EX-N]、昼光色[EX-D]など）の普及が進んできた。事務所などでは一般型の白色や昼光色に替わって昼白色[N]が主流になりつつある。住宅用照明器具では、住宅設備照明のカタログに掲載される型番の器具（主にハウスメーカーや電気工事会社向けとされる）では昼白色と電球色のラインナップとする一方、小売店向け型番の器具では昼白色の代わりに昼光色をラインナップに入れているメーカーが多い。
なかでも店舗照明においては色温度や演色性を含めた照明設計が購買意欲（売上）に大きく影響することが認識され、それを実現するためのさまざまな光色、配光性のランプ商品が用いられている。ただし、商品をより良く見せるには演出過剰でもいけないため、特定の波長を強くしたりといった工夫がある（生鮮食品展示用・食肉展示用蛍光ランプなど）。演色性は色温度ごとに決まっているため、演色性が最高でも色温度によって青く見えたり赤く見えたりする。
ランプの明るさ（効率）についても、その光色によって差異がある。最も明るいのは3波長発光型の昼白色と電球色であるが、3波長型でない一般型では白色[W]が最も明るい。昼光色系の場合、見た目には明るく（青白く）感じるが、実際には白色系に比べると10 %前後暗く（照度や輝度が低く）なるものの、実用上はあまり変わらない。自然光への忠実度（特殊演色評価数）を重視したタイプでは、一般照明用と比べて30–40 %も暗い場合もある。
演色性を示す数値は同じでも、メーカーによって個性があり、色の見え方（感じ方）は少し異なる。例えばパナソニックのパルックは、やや緑色の再現が過剰であると写真家から指摘されている。

### 分光分布
蛍光管のカタログには、分光分布が載っていることが多い。これはどの色の波長が多いかを示したもので、単に色温度を見るよりも視覚的に分かりやすい。
ただし、分光分布の斜線がなだらかであるほど優れているわけではなく、一般形と高演色形はともに分布図がよく似ており、なだらかな山型のラインにところどころ飛び出ている部分があるが、三波長形は全体的にギザギザである。しかし実際には三波長形は演色性の面では一般形と高演色形の中間である。つまり分布図が不規則であっても、それが色の見え方が悪いということではない。

## 明るさ
蛍光灯は、エネルギーを光に変える効率がよい。一般的には白熱電球の5倍の発光効率があるといわれる。白色LED（発光ダイオード）も高効率化が進んでおり、ほぼ同程度の照度が出る物も発売されている。
ランプの明るさの単位は全光束・ルーメン（lm）である。これはランプから放射される、全ての方向の光の合計である。最新型の三波長のものでは、32 W環形のランプは2640 lmに達している。ランプに表示されている全光束の数値は、標準の試験用安定器を使用して測った場合の数値であるため、効率のよいインバータ器具で使用した場合、ランプ表示の全光束を大きく超えることがある（インバータの性能がよいためであり、過負荷というわけではない）。蛍光ランプ自体の発光効率は、1980年代ごろからほとんど進歩していない（新方式のランプを除く）。
蛍光灯器具の発光効率は、ルーメン毎ワットであらわされる。これは器具によって大きく違い、一般的な28 mm管の器具でも90 lm/Wぐらいのものから50 lm/Wぐらいのものまである。インバータ式の物は高効率で、磁気安定器式の物は低効率である。ランプが長い方が発光効率が良い。スリム管・スリムツイン管の場合は従来管よりも明るい。
器具のカバーも明るさに影響を及ぼす。和室用照明などの飾りがついているものや、分厚いプラスチック製のカバーは明るさを落とす。経年変化による変色も明るさや色温度が変わる元になる。

## 寿命
蛍光ランプの寿命は、種類により異なるが、およそ6000–20000時間である。
蛍光ランプが点灯しなくなり寿命を迎える原因は、ランプ点灯中に起こる、電極に塗布された電子放出性物質（主にタングステン酸バリウム等）の蒸発、飛散による消耗が主である。蛍光ランプは始動時にもっとも負荷がかかり、グロースタータ（点灯管方式。後述）の場合、一回の点灯で約1時間寿命が縮むため、頻繁に点滅させる用途には向かず、より長時間点灯する場所に向く。蛍光ランプ大手のパナソニックは同社ランプ総合カタログにおいて、消灯時間おおむね数分程度を境に、連続点灯による電力消費の損失が、消灯して再始動することによるランプ寿命の損失を上回る（つまり、数分間の電気代より球の寿命の短縮のほうが安い）としている。
後述の高周波点灯方式では、電子機器で制御することによって始動時の電極予熱を最適化し、従来方式に比べ不点となる寿命の大幅向上を実現した（先に述べた「再始動することによるランプ寿命損失」が減少することを意味する）。
直管は、一般に消費電力が大きいほど定格寿命が長い。よって、器具が選べる場合は20 W管2本のタイプより40 W管1本のタイプを選択することにより、交換の手間を減らすことができる。
蛍光灯器具によってもランプ寿命は変わり、良質な設計の器具であれば長持ちしたり、その逆のことが起こったりもする。グローとインバータによる差のほか、メーカー間の差もある。
点灯することができても輝度は次第に低下するため、JIS規格では光束が当初の70 %に低下した時点も寿命としている。ただし、メーカーによっては80 %としている場合もある。また蛍光灯は点灯後に徐々に明るくなるため、数分待ってから計る必要がある。
輝度が低下する原因としては、水銀蒸気がガラス中のナトリウムと反応して黒色の付着物となること、ガラスが紫外線を吸収して透明でなくなること、などがある。
北欧ではガラスからナトリウムが浸出することを防ぐコーティング技術と電子放射物質（タングステン酸バリウム等）のスパッタリングを防ぐ特殊な陰極とを組み合わせることによって、8万時間を超える蛍光管が実用化されている。
グローランプの寿命は蛍光灯の点灯時間ではなく、点灯回数に比例する。グローランプは蛍光灯の交換と同時に取り替えるのが蛍光灯を長持ちさせるコツだといわれることもあるが、あまり消耗していない場合は替えなくてもよい。ただし、蛍光管の終末期に激しく点灯動作が繰り返されると、グローランプもそのたびに消耗するため、この状態で放置すると劣化が激しく進む。

### 外観の経時変化
アノードスポット
寿命末期に発生する。フィラメントに塗布されたバリウム酸化物などのエミッター（電子放射物質）が飛散し、電極付近のガラス管壁に付着したもの。
- 蛍光ランプでは電極付近が黒くなって見える（殺菌ランプではエミッターが蒸着しゲッター状になっている）。
- 点滅が頻繁だったり電圧や電流、安定器が不適切だとフィラメントに負担がかかり早期に出現することがある。ラピッドスタート型のランプはフィラメントの周囲に保護筒があり管壁へのエミッターの付着を防いでいる。ランプ寿命末期に点滅を繰り返したり、両端のフィラメントのみが赤く光るのは、フィラメントのエミッターが消耗してしまい安定した放電を維持できなくなるからである。

エンドバンド
点灯中のエミッターの蒸発により発生する微量のガスと水銀が化合したもの。明るさや寿命への影響はほとんどない。
内面導電性被膜（EC黒化・黄変）
ラピッドスタート型ランプの始動補助として管内に塗布された透明導電皮膜と水銀が反応することによって発生する。
電極付近の水銀付着による黒ずみ
初めてランプを点灯する際にフィラメント内部に入り込んだ水銀が、フィラメントが加熱されることにより蒸発して、管壁に付着することで発生する。しばらく点灯しておくと水銀が蒸発し消滅する。
ガラス管中央付近の水銀付着による黒化現象
冷房の吹き出しなどで管が低温になる部位で発生する。寿命・特性への影響はほとんどない。

### 器具の寿命
蛍光灯照明器具の寿命については消費者にはあまり認知されていないが、安定器がおよそ8–10年、それ以外の部分についてはおよそ15年が目安とされている。器具の寿命は周囲温度、点灯時間などによって変化する。一般に点灯時間が長く周囲温度が高いほど短くなる。これは熱による安定器の絶縁体の劣化が進みやすくなるからである。
一般家庭向けの製品では安定器のみを交換することは想定されていないため、器具全体の買い替えとなるケースがほとんどである。オフィス向けのものでは安定器のみを交換できる場合が多いが、一般家庭向け、オフィス向けともに設計寿命を超えて使用されることが多く、20年を超えて使用されることも珍しくない。
古くなった安定器は、「ジー」という騒音・振動を発することがある。最近の安定器は安全装置が内蔵され、寿命が来るとコイルやヒューズが切れて電源を遮断するため、発煙・発火の恐れはほとんどない。しかし、安全装置のない古いタイプの安定器をいつまでも使い続けるとレアショートして過熱し、最悪の場合発煙・発火すると共に漏電事故を起こす危険性がある。電子式安定器ではコンデンサの容量抜けなどによりヒューズが飛んだり、コンデンサが破裂・焼損することがある。しかし、実際には安定器が原因による事故は稀である。
グロー式の器具にラピッドスタート省エネ型（36 W）を点けてしまったがために、騒音が大きくなる、点かなくなることがある。
1957年1月から1972年8月までに製造された業務用・施設用の蛍光灯器具や水銀灯器具、低圧ナトリウム灯器具の安定器内部に組み込まれている力率改善用コンデンサの絶縁体にはPCBが使われており、近年、学校に設置された蛍光灯器具内の安定器が破裂して漏れ出したPCBが児童に降りかかる事故が発生している。これらPCB使用照明器具の安定器は設置から40年以上が経ち既に寿命を迎えている。危険なので早急な交換が必要である。PCB含有安定器は排出者が厳重に安全に保管しなければならない。
シーリングライトなどの蛍光ランプが直接見えない構造の器具の場合は、光を透過するプラスチックが蛍光ランプから出る紫外線によって劣化し、黄色く変色することがある。こうなると照度は低下し、効率が悪くなる。現在は変色しにくく透過率が高いカバーが、メーカーによってクリーンアクリルなどと名づけられて採用されることが多い。
器具本体とは別の寿命だが、袋打ちコードと呼ばれるこたつコードにも似た発熱に耐えられるコードのみで吊り上げている蛍光灯器具の場合、コードが老朽化し、器具の重さによって床に落下するケースもある。心配ならば、鎖で吊り上げるとよい。ほとんどの蛍光灯器具には鎖をかけられる孔が開いている。これは天井側が普通のコンセントかあるいは電球ソケットにセパラボディという組み合わせに考慮したものである。蛍光灯器具によっては引掛シーリングをコンセント用に変換できるプラグを購入しなくても上部のフタを取り外すとコンセントに差し込めるプラグが包まれている場合もある。

## 蛍光ランプと蛍光灯器具の規格表示
- 型番表記例
  - FHF32EX-N-H
  - FL20SS・EX-N/18

それぞれHf蛍光灯32 W形直管、スタータ型20 W形直管の一般的な型番である。FHFはHf式の直管を、32は32 W形であることを、EXは三波長を、Nは昼白色（ナチュラル）を示している。FLはスタータ型の直管を、SSは直径28 mmであることを、18は実際の定格消費電力を現している（ただし器具によってはこれより高低がある場合もあり、特にインバーター器具では消費電力もそれぞれである）。
直管蛍光灯の場合、メーカー・種類・光色表記がパナソニック ライティングデバイス・三菱電機照明・ホタルクス製品は左側に、東芝ライテック・日立アプライアンス製品は右側にそれぞれ表記されている。なお、表記中のME、TSP、HLK（またはHLL）、SOC、N（「▼▲」のような表記）、PRINCE.D.（またはIWASE.P.D.もしくはNSD）はそれぞれ実際の製造メーカーであるパナソニック ライティングデバイス、東芝ライテック、日立アプライアンス、三菱電機照明、ホタルクス、プリンス電機を指している。そのため、例えばメーカーがホタルクスであってもMEの表記があればパナソニック ライティングデバイスが製造した製品ということがわかる。

## 蛍光灯の価格
器具については、磁気安定器式の製品は安く、インバータ式の製品は高い。ただし、デザインやリモコンなどの付加価値をつけた製品はさらに高価であるため、点灯方式による価格差はさほど大きくない。インバーター式でも、オーソドックスなペンダント型器具であれば環形2灯式で5000円程度、直管1灯式のベースライトであれば3000円程度のものもある。近年は、磁気安定器かインバーターかというよりも、環形では従来管かスリム（スリムツイン）管か、直管では従来管かHf管かという点に注目ポイントが移りつつある。
蛍光管については、かつては高価なもので、1950年の大卒公務員初任給が4000円強の時期に20 W管が450円から600円、40 W管900円であった。2010年代には一般型（演色性・明るさが低い）の製品が100円ショップで売られるようになり、まれに電球型蛍光灯も100円で売られることがあるが、ある程度の品質を持った製品は数百円台である。三波長タイプの相場としては、20 W直管は300円台、30 W環形は500円程度、40 W環形は800円程度となっている。ただし、残光型や長寿命型などはより高価である。高演色型は、SDLは三波長タイプより少し高め、EDLは三波長タイプの2倍程度の価格である。ただし明るさが低いので、三波長形と同じ光量を得るには1.5倍程度の本数が必要である。また、美術館やデザイン用途向けの色評価用や紫外線カット、食品製造現場向けなどに飛散防止フィルムコート、誘虫防止型など、特殊用途向けの製品も多数存在し、これらは付加価値に応じた価格となっている。一般型のうち昼白色のものについては、各メーカーとも独自の名称（「ホワイト」が付くことが多い）を与え、やや高価な価格設定をしていることが多い。スタータ型とラピッドスタート型の価格差はあまりない。環形の物については、1ランク下のサイズの管が管の内側に納まるサイズであることと、両方の管を使う器具が多いことから、2種類のサイズの管を同梱して売る場合も多い。
2020年代に入ると、前述の水俣条約による蛍光灯器具の生産終了並びに、LED照明の普及に伴い、蛍光灯の需要減少などを理由に生産を撤退もしくは値上げするメーカーが増えてきており、蛍光灯の価格が2010年代と比べて2022年現在、価格が約1.7倍まで上昇している。

## 蛍光灯の保守管理

### 清掃
ランプにほこりや塵が付着すると光出力が減衰するため省エネルギーの見地からも定期的な清掃が必要になる。ランプの清掃にはスポンジが好ましく、清掃時には導電部分、ソケット、安定器、配線部などに水がかからないようにする。

### 交換
ランプの交換はランプの価格、交換費用、交換作業、美観などを総合的に判断し、定格寿命の70 %程度を経過したときに行うのが経済的とされている。一般家庭においてはランプが点灯しなくなった時点でそのランプを新品と交換する個別交換でよいが、カバー付き照明器具のように蛍光ランプが直接見えずそのうち一個が不点になってもわかりにくいものも多くなっている。ランプの交換には次の方法がある。
個別交換
ランプが点灯しなくなった時点でそのランプを新品と交換する方法。小規模でランプの交換が容易な場合に適しているが、灯数が多い場所では交換に手間がかかりすぎ不経済となることもある。
個別集団交換
ランプが点灯しなくなった時点でそのランプを新品と交換しつつ、点灯しなくなったランプ数が増加傾向を示すようになった頃合いをみてすべてのランプを交換する方法。大規模でランプの交換が容易でない場合に経済的とされている。
一斉集団交換
個々のランプが点灯しなくなった時点では交換せず、予定の保守周期または点灯しなくなったランプ数が一定に達したときにすべてのランプを交換する方法。この方法も大規模でランプの交換が容易でない場合に経済的とされている。

### 管理
蛍光灯はガラス製品のため衝撃を加えると破損するおそれがある。また、取り付けが不十分だと点灯せず落下したり、接触不良によりランプの寿命が短くなったり発熱の原因となる。蛍光灯は点灯中や消灯直後は熱くなる性質がある。なお、エアコンなどによって風の当たりやすい部分には黒化や斑点現象がおきやすい。

#### 適正な電圧
適正な電圧は安定器で指定の電圧のプラスマイナス6 %とされている。

#### 適正な周波数
事故を防ぐため、設置地域の商用電源周波数に合った蛍光灯器具・安定器を使用する。
蛍光灯は点灯に際し安定器が必要であるが、適合電源周波数で使用しないとさまざまな問題が生じる。施設照明器具の市場の大半を占めるパナソニック（旧：パナソニック電工、松下電工）と東芝ライテックでは、周波数区分が容易に判るように、器具型番のシールと電線色を分けている。
- 50 Hz用 - シールのメーカーマーク色・型番印刷が緑で、電線色が黒 - 白
- 60 Hz用 - マーク色が赤で、電線色が茶 - 白
- 兼用器具 - マークが青または黒で、電線色が黒 - 白

建築基準法による非常灯は、周波数区分にかかわらず赤である。
- 50 Hz用の安定器を60 Hzで使用
チョーク形・漏れ変圧器形低力率の場合
ランプの明るさはわずかに暗くなり、点灯しづらくなる。写真フィルム観賞用ライトボックスなどは、50 Hz安定器のみで50–60 Hz共用としている例もあることから、特にワット数が低い（8 W以下）ものは60 Hz設置地域でも使用可能な場合がある。
フリッカレス形進相回路・2灯直列進相形高力率の場合
大きなランプ電流が流れ安定器が過熱する。最悪の場合、焼損・発火する危険性がある。ラピッドスタート形の場合波形のバランスが崩れ点灯しにくくなる場合がある。
- 60 Hz用の安定器を50 Hzで使用
チョーク形・漏れ変圧器形低力率の場合
安定器のリアクタンスが減少するため、ランプ電流が増加しわずかにランプは明るくなる。安定器内部のコイルを流れる電流も増加し、安定器自体が過熱する。そのまま使用を続けると最悪の場合、焼損・発火する危険性がある。
フリッカレス形進相回路・2灯直列進相形高力率の場合
ランプの明るさは暗くなり、点灯しづらくなる。ちらつきを生じる場合もある。

これは、安定器内部のコイルは周波数の高い交流ほど流しにくくなり、逆にコンデンサは周波数が高いほど交流を流しやすくなるためである。このため、一般の安定器を使用する器具を周波数の違う地域で使用する場合、安定器を交換しなければならない。ただしインバータ式安定器は日本国内であればどこでも使用できる。
子供用学習机に付帯される蛍光灯照明は「チラツキが少なく目に優しい」としてインバータ式の普及が急速に進んだため、現在では見かけることはまずないが、スタータ式の照明の時代には周波数切り替えスイッチが取り付けられているものが多く、これを切り替えることにより周波数の異なる地域でもそのまま使用できた。

#### 適正な周囲温度
適正な周囲温度は5 °Cから40 °Cで、5 °C以下になると点灯直後は暗くちらつきなどを起こす。

#### 蛍光管の点灯方式や省エネタイプ管の互換性
事故を防ぐため、照明器具の始動方式に合った蛍光管を使用する必要がある。
特に、複数方式に対応するランプフリーの安定器を搭載しているなど方式そのものは問題がない場合であっても、器具全体としては管の支持方法やカバーの取り付け、放熱設計など種々の制約により適合ランプを限定している場合があるので、たとえ下記記述で互換性があるとされる場合であっても、取扱説明書や器具本体の表示等を必ず確認すること。
ラピッドスタート管
- 基本的にすべての器具で物理的に取り付けられれば使用可能である。
- ただし、例外として40形の省エネ管（36 W）をグロー式器具に使うのは好ましくない。ラピッドスタートタイプの省エネ管は低電圧大電流で省エネにしている（ランプ電流：FLR40：0.435 A、FLR40S：0.42 A、FLR40S/36：0.44 A）ため、グロー式器具で使用すると安定器に過電流が流れ、最悪の場合安定器が焼損する。

グロースタート管
- ラピッドスタート式器具に装着した場合、通常のFLランプは始動性がやや悪いが点灯することがある（2灯式直列及びリードピーク形ラピッドスタート安定器では点灯しやすい）が、一部のランプは点灯しないものもある。省エネタイプの40形以上のランプFL40SS/37等は装着しても点灯しないことが多い（安定器の種類、周囲温度、近接導体の有無等より極まれに点灯することがある）。また非常に寿命が短くなる。
- グロースタートタイプの省エネ管は中電圧小電流の設計であるため（ランプ電流：FL40：0.435 A、FL40S：0.42 A、FL40SS/37：0.41 A）、低温での使用には不向きである（使用推奨温度：FL40SS/37 - 10–40 °C）。

高周波点灯専用管（Hf管）
- ラピッドスタート式器具に装着した場合、グロースタート管と同様、始動性がやや悪いため点灯しないことがある。また点灯してもチラツキが出やすいことがある。
- グロースタート式器具に装着した場合、温度や電圧変動により再始動を繰り返すことがある。
- グロースタート管やラピッドスタート管のみ指定されている（Hf管非対応）電子式安定器の器具に装着した場合、ランプ電圧の上昇により、電子回路が過熱する危険がある（最悪、安全機能が働き器具が使用不可となる）。

### 廃棄
蛍光灯には水銀を含むガスが封入されているため、割って埋め立て処分するなどの方法では、割った際にガスが環境中に放出されたり、最終処分場が水銀で汚染されてしまうなどの問題がある。そのため適切に回収され再資源化することが望ましい。
米国では廃蛍光ランプは専門業者が回収を行い、この際割らずに回収させなくてはならず、割れた場合には高額な回収費用が請求される。回収された廃蛍光ランプは専門の設備により口金金属部、管状部に丁寧に分割され、中の水銀は銅キャニスターに回収される。残りの部材はアルミ、電極、ガラス、蛍光体へと分別され、完全リサイクルされる体制が確立されている。北欧では、廃棄蛍光灯の総量を減らすため、蛍光灯の長寿命化への取り組みが盛んである。
一方、日本では、回収して水銀をリサイクルできる専用の施設（例: イトムカ鉱山を参照）に処理を委託する方法がとられつつあり、環境マネジメントシステム ISO 14000 の認証を取得している企業などではこちらの方法が一般的である。一般家庭から廃棄される蛍光灯は、一部の自治体が回収を行っているものの、現在でも多くの地方自治体が燃えないごみに出すように定めており、環境意識の高まりとともに改善を求める声があがっている。自治体が回収を行っていない地域であっても、一部の家電量販店や電器店・ホームセンターなどが「蛍光管回収協力店」として店頭で無料で回収している場合、または蛍光灯購入を条件に回収している場合、などがある。また、大日本プロレスが試合会場や郵送で無料回収している。回収された蛍光灯は実際に蛍光灯デスマッチに使用される。

## 特殊加工を施した蛍光管

### 飛散防止膜付蛍光管
ガラス管の外面全体にポリエステルフィルムの合成樹脂で被膜を施した蛍光管。Pタイプと呼ばれている。
万一の破損に対し、樹脂フィルムで落下や飛散を防ぐ。防飛型とも呼ばれる。薄いガラス素材である蛍光管は、破損の際に非常に細かい破片が飛散し、人の目や口腔をはじめ、気管にも到達する危険がある。そのため異物の混入が事故となる現場や、破片の除去・清掃が困難な製品や機器を扱う環境で利用されている。
公共施設や鉄道・路線バスを始めとする輸送機械、加工食品の工場、学校で使用されている。また、サーバ・コンピュータルーム、国際宇宙ステーションでも使用されている。高価なため、一般家庭には普及していない。
フィルムにUVカット性能を持たせ、防虫（避虫）効果を兼ね備えた製品もある。

### 光触媒膜付蛍光灯
蛍光管の表面に酸化チタンの被膜を施した蛍光管。PCタイプと呼ばれている。光触媒の作用でランプ表面に付いた有機物の汚れを分解し、室内の臭いを軽減する機能もある。

### 低誘虫用蛍光灯
夜間活動性の昆虫は明るいところでは視機能が低下する性質を利用して果樹園などでの吸害被害を防止するための蛍光管（黄色蛍光ランプ）。Yタイプと呼ばれている。

### 捕虫用蛍光灯
夜行性昆虫の捕虫用の蛍光灯で近紫外域の光を効率よく発するようにした蛍光管。BLタイプと呼ばれている。

### 食品展示用蛍光灯
生鮮食品や食肉を新鮮で美味しく見せるための食品展示用の蛍光灯。冷蔵・冷凍ショーケース内では低温下でも明るさの低下が少なく始動性に優れた低温用蛍光ランプが使用されている。

### 鑑賞用・植物育成用蛍光灯
青色と赤色の発光成分を組合せたランプで、観葉植物や熱帯魚の観賞用と光合成を促進する植物育成用がある。BRタイプと呼ばれている。

### 紫外放射吸収膜付蛍光灯
蛍光管の内部に紫外放射吸収膜を施した蛍光管。NUタイプと呼ばれている。美術館などで作品の色への影響を軽減するために利用される。また、店舗や食品工場では誘虫を防ぐため白色系のランプが利用される。

### 色彩検査・展示用蛍光灯
繊維、塗装、染色などの分野で利用される表面色評価用の標準光源として自然光に近似した光を出す蛍光灯。色評価用ランプは印刷工場、写真現像所、美術館・博物館でも使用される。

### 鑑定用・効果照明用蛍光灯
近紫外光のみを有効に放射する、文書や鉱物の鑑定・鑑識、舞台や看板用などの効果照明用のブラックライト蛍光ランプが使用した蛍光灯。BL-Bタイプと呼ばれている。

### 養鶏用蛍光灯
養鶏場で使用される光放射による産卵時期の制御のための蛍光灯。

### 半導体工業用蛍光灯
半導体工場のクリーンルーム内に使用される純黄色の蛍光灯。Y-Fタイプと呼ばれている。

### 殺菌用蛍光灯
紫外放射による殺菌を行うための蛍光灯。GLタイプと呼ばれている。

### バックライト用蛍光灯
パソコンのモニターやテレビ用の管径の細い蛍光灯。

### その他の特殊な種類
- 高周波点灯専用型蛍光灯（Hf蛍光灯） - FHF・FHC・FHP・FHT等
- 外部電極蛍光灯 - EEFL
- 長時間残光型蛍光灯
- 無電極蛍光灯
- 殺菌灯（蛍光体がなく、かつガラスが紫外線を通す石英ガラスになっている。蛍光体がないため、厳密には“蛍光”灯ではない）
- 希ガス蛍光ランプ - 水銀を使わない蛍光灯

## 終息への流れ
省エネと環境負荷低減の観点から、2010年代以降はLED照明への移行が急速に進み、一般照明としての蛍光灯と水銀ランプは終息する方向にある。

### 省エネの観点
赤崎勇、天野浩、中村修二らによる、実用的な青色発光ダイオードの発明と高輝度化への成功、これを応用した高輝度白色LEDの開発により、2000年代に実用化したLED照明は、蛍光灯より消費電力が少なく、かつ長寿命のため長期間にわたりランプ交換も不要という利点により、急速に普及し低廉化、日本においては2011年3月11日の東日本大震災に伴って、日本の原子力発電所が全基停止措置による電力不足が普及に拍車をかけた。
これを受け日本の大手電機メーカー各社は、蛍光灯照明器具の新製品発表を2012年以降取りやめており（乾電池や充電式電池で駆動するアウトドアランタンはLEDへ完全移行し、蛍光灯を用いるランタンの生産は終了）、中でも照明器具国内シェア首位のパナソニックは、先陣を切って「2015年度を以て蛍光灯及び白熱電球を用いる一般住宅向け従来型照明器具生産を終了し、今後はLED器具へ完全移行（蛍光ランプ及び電球型蛍光ランプは交換用途のみに絞って生産を継続）する」旨を公式発表した（2014年3月4日付、朝日新聞経済面記事にて報道。なお卓上型の電球&蛍光灯器具生産は、2011年限りで終了しLEDへ完全移行）。こうした「脱蛍光灯」の動きは、今後他社にも広がる可能性がある。なお白熱電球生産は（一部特殊用途を除き）2012年度を以て、日本の製造メーカー全社が完全終了した。
従来型蛍光ランプ（Hf器具専用スリム管も含む）・電球型蛍光ランプ・点灯管・ミニクリプトン電球は「交換用途に絞って」生産が継続されているが、日立グローバルライフソリューションズ（旧・日立ライティング）は蛍光灯・点灯管の生産を2019年12月限りで完全終了し、これが大手電機メーカーで初の蛍光灯事業からの撤退となった。その後、三菱電機照明も2020年3月限りで蛍光灯・点灯管・ミニクリプトン電球の生産を完全終了した。東芝ライテックは2016年限りで蛍光灯の自社生産より撤退し、以降（「メロウZプライド」シリーズを中心とする）「TOSHIBA」ブランド蛍光灯生産はパナソニック ライティングデバイス、ホタルクス（旧・NECライティング）、岩瀬プリンス電機への委託へ切り替わっている。
今後、日本の蛍光灯メーカーはパナソニック ライティングデバイス、ホタルクス、岩瀬プリンス電機のみとなり、日立系列店「日立チェーンストール」と三菱系列店「三菱電機ストアー」で販売される蛍光灯は今後パナソニック ライティングデバイス「パルックプレミア」・東芝「メロウZプライド」・ホタルクス「ホタルック」などの他社製品へ置き換わっていく。
2015年11月26日の複数の報道で、日本国政府が省エネ法の政令を改正し、2020年度をメドに蛍光灯や白熱灯の生産や輸入を、実質的に禁止する方向であると報じられたが、経済産業省は「これらを一律禁止するものではない」として、報道内容を否定した。

### 環境負荷の観点
蛍光灯が使用する水銀は『環境負荷物質』として、EU域内では、RoHS指令による規制の対象であるが、蛍光灯を代替できる他の技術が確立されていなかったことや、蛍光灯が広く普及していたこと、発光原理上水銀を使用せざるを得ないことを理由として、蛍光灯への使用は許容されている。
しかし、水銀の使用と輸出入を2020年以降規制する水銀に関する水俣条約が2017年8月16日に発効、これを受け日本でも廃棄物処理法に新たに水銀含有廃棄物の区分が設けられ、廃棄蛍光ランプも『有害廃棄物』として管理を求められるなど、処分費用の負担が増加することから、産業廃棄物処理業者の中には、廃棄蛍光ランプの受け入れを取りやめたり、追加費用を請求する例が出ている。家庭から排出される廃棄蛍光ランプを無料回収していた量販店も、東急ハンズなど一部は有料回収に切り替えている。
蛍光灯を代替する技術として、LED照明も既に実用化されていることから、日本においては、新築のオフィスビルなどでは全館LED照明を採用する事例も増えている。家庭向けにも蛍光灯照明器具の製造・販売を終息するメーカーが相次いでおり、蛍光灯の使用は淘汰される方向へと情勢が大きく変化している。
なお、いわゆるレトロフィットの一種として蛍光灯器具に装着可能なLED管も存在するが、電球型蛍光管からの事実上の発展型である電球型LEDとは異なり、装着にあたって安定器をバイパスする工事を要するものや、スターター式のみ工事不要としているもの、完全工事不要のものなどが製品によりまちまちだったり、LED管自体も元来からのLED器具に装着するものと互換性がない等（元来からのLED器具に装着するものは蛍光灯器具に装着できないよう口金が片方異なる）で電球型LEDほどは普及しているとは言い難い。そもそもが直流駆動であったり、交流でも商用電源とは互換性のない高周波駆動であったりする車内照明用途では管自体の破損対策等もあり器具ごと交換するのが一般的となっている。
旧式の蛍光管・ペンダントライトを使用（特にコンセント式）して、蛍光灯タイプのLED照明を取り付けると、特に古いものになると故障はおろか火災の発生するリスクが大きいとされているため、LED方式の場合、シーリングライト型の照明に変えるように求めている。

### 国際会議での製造禁止決議
2023年に開催された水銀に関する水俣条約第5回締約国会議にて、一般照明用の全ての蛍光灯の製造及び輸出入を2027年末までに段階的に禁止することが合意された。電球形蛍光灯は2025年末、コンパクト形蛍光灯は2026年末までに禁止となる。直管蛍光灯・非直管蛍光灯は、ハロりん酸塩蛍光体を使用するもの（一般形）が2026年末、三波長形蛍光体を使用するもの（三波長形）が2027年末までにそれぞれ禁止となる。
この合意を受け、パナソニック ライティングデバイスは、2027年9月末までに全ての蛍光灯および点灯管、白熱電球の生産を終了する。ホタルクス（旧・NECライティング）は、2027年12月末までに全ての一般照明用蛍光灯の生産を終了する。
なお、特殊用途（特殊な波長分布を持つもの、特殊な使用条件での使用が想定されるもの）の蛍光灯については製造・輸出入禁止の対象外である。岩瀬プリンス電機（プリンス電機グループ）は、2028年以降も特殊用途の蛍光灯の製造・販売を継続するとしている。

## メーカー
- パナソニック ライティングデバイス
- ホタルクス（旧・NECライティング）
- 東光高岳
- プリンス電機
- 岩瀬プリンス電機
- フィリップス
- オスラム
- ゼネラル・エレクトリック
- 三共電気
- ラティーノ（日立グローバルライフソリューションズが2019年限りで蛍光灯事業より撤退したため、大創産業（DAISO）の蛍光灯は日立製からラティーノ製に切り替わっている）
- オーム電機
- 朝日電器（ELPA）
- ヤザワコーポレーション
- エフィ株式会社
- シャープ株式会社
- 小泉産業
- オーヤマ照明
- 山善
- 大光電機
- ノジマ（ELSONIC）
- カインズ
- コメリセレクト
- セブン&アイ・ホールディングス
- イオントップバリュ（生産を委託していた日立が2019年で撤退したため販売終了）
- 東芝ライテック（2016年3月限りで蛍光灯自社生産より撤退）
- 三洋電機（パナソニック完全子会社化に伴い、2011年9月30日に「パルック」シリーズへ吸収合併）
- 岩崎電気（2018年9月30日限りで生産を終了）
- 日立グローバルライフソリューションズ（旧・日立アプライアンス、日立ライティング。2019年12月31日限りで点灯管含め生産を終了）
- 三菱電機照明（2020年3月31日限りで生産を終了）

## 関連項目

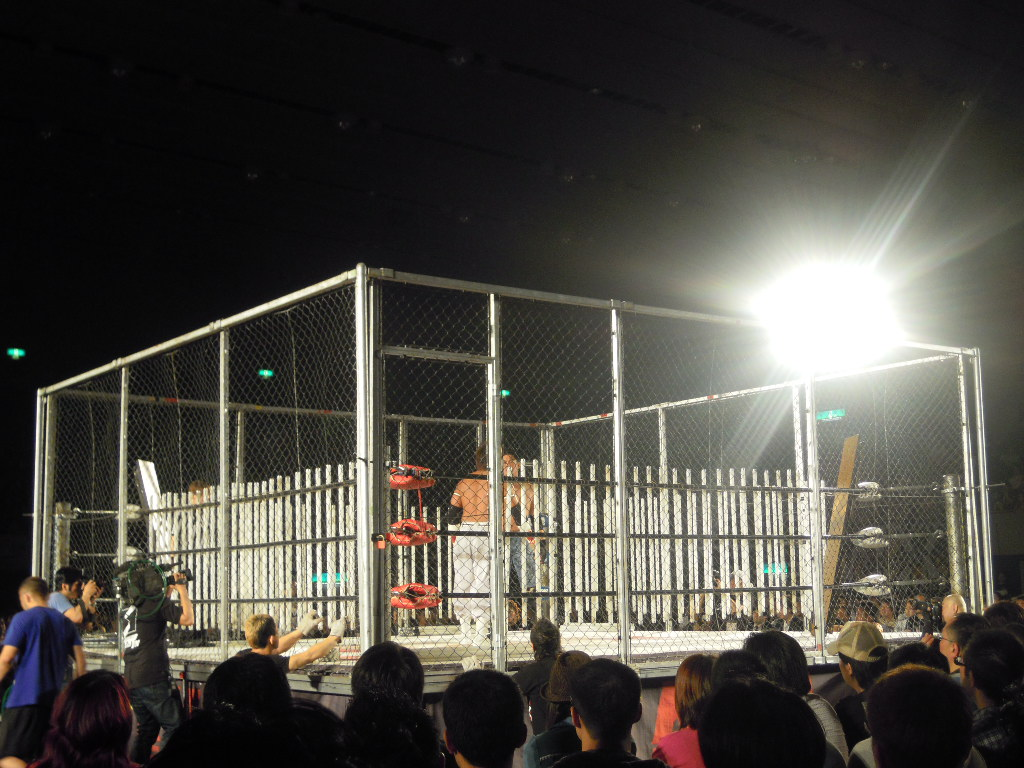
蛍光灯デスマッチ